# 물개구리밥 사건

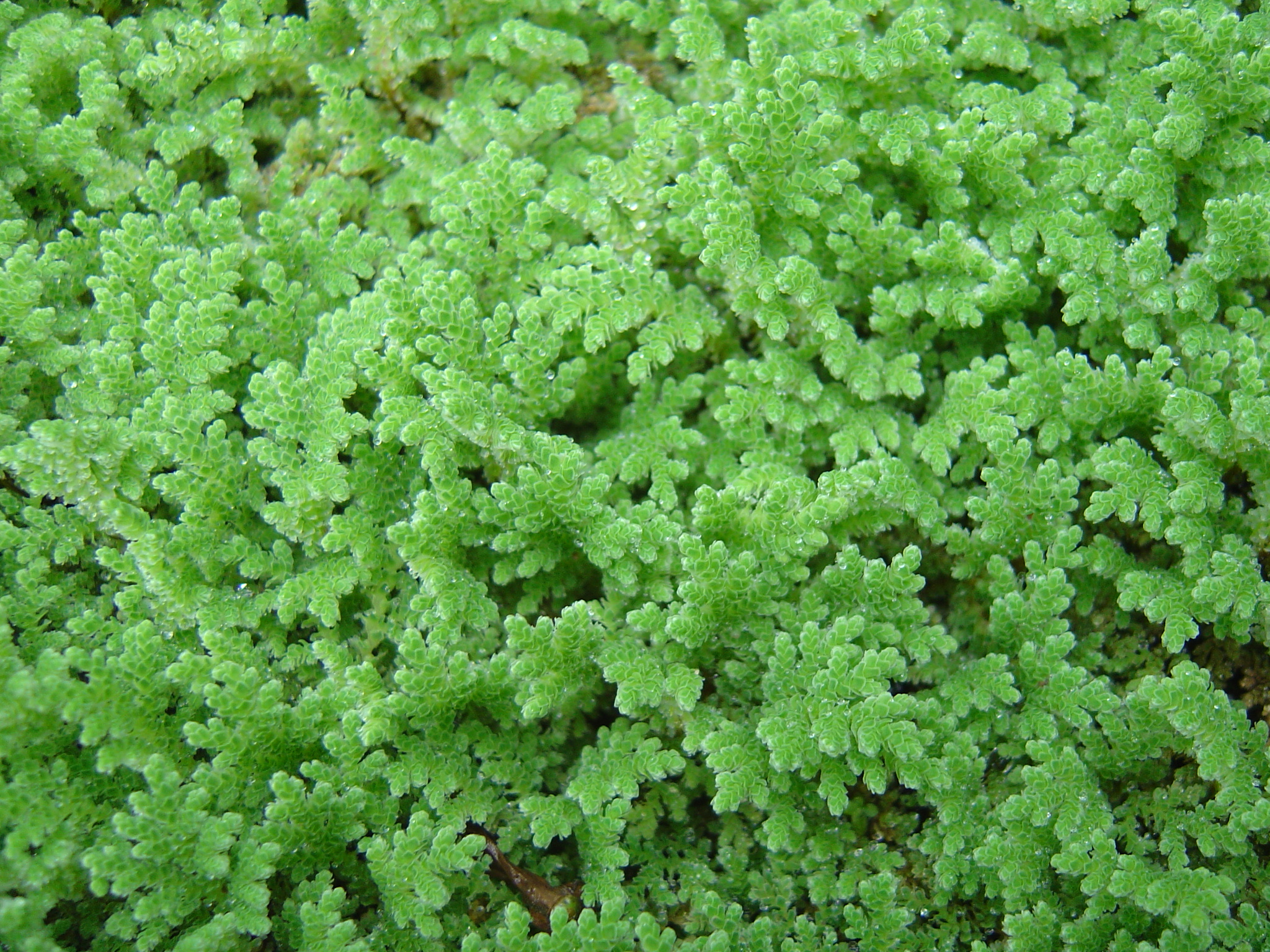

물개구리밥 사건(Azolla event)은 지금으로부터 4900만 년 전 에오세 중엽에 일어났을 것으로 추측되는 고기후학적 사건이다. 이 때 물개구리밥속 식물들이 오늘날의 북극해에 대증식하였다고 생각된다.
물개구리밥들이 탄소를 고정하고 죽고 가라앉아 정체된 북극 심해에 쌓이기를 80만 년동안 반복하면서 대기 중 탄소 농도가 낮아졌다. 그 결과 극지방에 거북이와 종려나무가 자랄 정도로 지구 전체가 뜨거웠던 팔레오세-에오세 극열기가 종료되고, 후기 신생대 빙하기로 전환되는 데 크게 기여했으리라 생각된다.